# Поющий детектив
«Поющий детектив» (англ. The Singing Detective) — комедийный мюзикл режиссёра Кита Гордона с Робертом Дауни-младшим и Мэлом Гибсоном в главных ролях. Премьера картины на большом экране состоялась 14 ноября 2003 года. Жюри кинофестиваля в Ситжесе присудило Роберту Дауни-младшему награду за лучшую актёрскую работу в этой ленте.

## Сюжет
Дэн Дарк, автор дешёвого криминального чтива, прикованный к больничной койке редким кожным заболеванием, пытается отвлечься, воображая себя бесстрашным героем своих «чёрных» детективов, но коварный недуг играет с его разумом злые шутки.
Мало того, что все окружающие его люди имеют странную привычку внезапно исполнять перед ним эстрадные хиты прошлых лет, так теперь Дэн подозревает, что его жена вместе с незнакомцем из его грёз намерена украсть у него пропавший сценарий фильма «Поющий детектив».
И хотя Дарк постепенно идёт на поправку, реальность окончательно смешивается с выдумкой, когда злодеи из его фантазий врываются в его настоящую жизнь. Это безумие доконает Дэна, если он не сумеет побороть его любыми средствами.

## В ролях
- Роберт Дауни мл. — Дэн Дарк
- Мэл Гибсон — доктор Гиббон
- Робин Райт Пенн — Нина / блондинка
- Джереми Нортэм — Марк Бинни
- Кэти Холмс — сестра Миллс
- Эдриен Броуди — первый гангстер
- Джон Полито — второй гангстер
- Карла Гуджино — Бэтти Дарк / проститутка
- Дэвид Дорфман — Дарк в молодости
- Сол Рубинек — специалист по коже
- Элфри Вудард — начальник штаба